# Bednja (opčina)
Bednja je obec (općina) ve Varaždinské župě v severním Chorvatsku. V roce 2011 zde žilo celkem 677 obyvatel.
Bednja se nachází v zvlněné krajině chorvatského Záhoří, severozápadně od města Lepoglava, na silničním tahu č. D74 a směrem k hradu Trakošćan.
Pod obec (općinu) spadají i následující vesnice: Benkovec, Brezova Gora, Cvetlin, Jamno, Jazbina Cvetlinska, Ježovec, Mali Gorenec, Meljan, Osonjak, Pašnik, Pleš, Podgorje Bednjansko, Prebukovje, Purga Bednjanska, Rinkovec, Sveti Josip, Šaša, Šinkovica Bednjanska, Šinkovica Šaška, Trakošćan, Veliki Gorenec, Vranojelje, Vrbno a Vrhovec Bednjanski